# Skarlátarcú naprigó
A skarlátarcú naprigó (Liocichla ripponi)  a madarak osztályának verébalakúak (Passeriformes) rendjébe és a Leiothrichidae családjába tartozó faj.

## Rendszerezés
A fajt Eugene William Oates írta le 1900-ban.

## Előfordulása
Délkelet-Ázsiában, Kína déli részein, Mianmar, Thaiföld és Vietnám területén honos. A természetes élőhelye a szubtrópusi vagy trópusi hegyi esőerdők, magaslati cserjések és legelők. Állandó, nem vonuló faj.

## Megjelenése
Testhossza 21-23 centiméter, testtömege 42-53 gramm.

## Életmódja
Rovarokkal, bogyókkal és magvakkal táplálkozik.